# Großsteingrab Hitzacker
Das Großsteingrab Hitzacker war eine megalithische Grabanlage der jungsteinzeitlichen Trichterbecherkultur bei Hitzacker (Elbe) im Landkreis Lüchow-Dannenberg (Niedersachsen). Es wurde 1812 zerstört. Sein genauer Standort ist nicht überliefert, auch über Ausrichtung, Maße und Grabtyp liegen keine Informationen vor. Bei seiner Zerstörung wurden zahlreiche Keramikscherben gefunden und der Naturhistorischen Gesellschaft Hannover übereignet.